# شتيفان بيل
شتيفان بيل (بالألمانية: Stefan Bell)‏ (24 أغسطس 1991 آندرناخ ألمانيا - ) هو لاعب كرة قدم ألماني يلعب كمدافع.

## وصلات خارجية
ستيفان بيل على موقع الاتحاد الأوربي (الإنجليزية)
- ستيفان بيل على موقع قاعدة بيانات كرة القدم.إي يو (الإنجليزية)
- ستيفان بيل على موقع بيانات كرة القدم. دي إي (الألمانية)
- ستيفان بيل على موقع Soccerway.com (الإنجليزية)
- ستيفان بيل على موقع عالم كرة القدم.نت (الإنجليزية)
- ستيفان بيل على موقع AS.com (الإسبانية)